# فلسطينيو سوريا
الفلسطينيون في سوريا هم جزء من الشعب الفلسطيني الذي لجأ من فلسطين إلى سوريا بعد النكبة عام 1948، ويشكلون اليوم جزءاً من نسيج المجتمع السوري، إذ يبلغ عددهم قرابة 581,000 نسمة، يحملون وثائق سفر خاصة باللاجئين الفلسطينيين في سوريا. ويتمركز العدد الأكبر منهم في دمشق في مخيم اليرموك بالإضافة إلى مخيمات ومناطق مجاورة.

## نبذة تاريخية
وفد إلى سوريا في عام 1948 حوالي 90,000 فلسطيني، تركز معظمهم في العاصمة دمشق، وتوزع البقية على محافظات الشمال والوسط والجنوب السوري، وزاد العدد نتيجة الزيادة الطبيعية في نسبة الولادات إلى 126,000 لاجئ عام 1960، ثم إلى 376,000 عام 1998، ووصل إلى 400,000 نسمة عام 2000، وحالياً حوالي 470,000 ألف نسمة عام 2008. يتركزون في عشرة مخيمات معترف بها من قبل وكالة الأونروا، إضافة إلى مخيمات أخرى غير معترف بها وتخدم على اعتبارها تجمعات فلسطينية (اليرموك، الرمل، حندرات)

## المخيمات

### معترف بها
1. مخيم النيرب بحلب
2. مخيم جرمانا في ريف دمشق
3. مخيم حماة
4. مخيم حمص
5. مخيم سبينة في ريف دمشق
6. مخيم قبر الست في ريف دمشق
7. مخيم خان الشيح في ريف دمشق
8. مخيم خان دنون في ريف دمشق
9. مخيم درعا الطوارئ
10. مخيم درعا

### غير معترف بها[3]
1. مخيم اليرموك في مدينة دمشق
2. مخيم الرمل في مدينة اللاذقية
3. مخيم عين التل (حندرات) بحلب
4. مخيم الرمدان[4]

## التوزيع السكاني
تستأثر محافظة دمشق وريفها بـ67% من مجموع اللاجئين الفلسطينيين، يقطنون أغلبهم في مخيم اليرموك الذي لا تعترف به الأونروا بالرغم من أنه أكبر المخيمات، وجرمانا والمزة والسيدة زينب وخان الشيح، ذا النون، سبينة، جرمانا، النيرب، حندرات.
أما باقي المحافظات يتوزعون على النحو التالي: 8% في درعا و8% في حلب و5% في حمص، و2% في حماة و2% في اللاذقية و8% مسجلين في سجلات القنيطرة .
تعود أصول 40% من اللاجئين الفلسطينيين في سوريا إلى قضاء صفد، و22% من قضاء حيفا، و16% من قضاء طبريا، و8% من قضاء عكا، و5% من قضاء يافا، ومثلها من قضاء الناصرة، في حين تنحدر ما نسبته 4% من مدن الرملة واللد وبيسان، ومدن الأخرى. وعادة ما تتخذ التجمعات والحارات في المخيمات أسماء مناطق الموطن الأصلي في فلسطين كحارة الطيرة في اليرموك، وأهل لوبيا، وبلد الشيخ، وأهل قرية عين غزال أو أسماء عشائرية، كعرب الهيب، عرب الشمالنة، والزنغرية، وغيرهم وتجري في تلك التجمعات العادات والتقاليد لدى الأهل التي سادت في منطقة المنشأ، سواء كانت قرية أو خربة أو مدينة أو مضرب.

## الفئات المصنفة
يصنف اللاجئون الفلسطينيون في سوريا إلى أربعة فئات، على أن التصنيف المرتبط بأوقات اللجوء ينسحب على تصنيف آخر في التعامل القانوني معهم:

### لاجئو عام 1948
يشكّل هؤلاء الكتلة الكبرى من اللاجئين الفلسطينيين في سورية وتشرف على شؤونهم الهيئة العامة للاجئين الفلسطينيين العرب وهي مؤسسة حكومية تم تشكيلها بمرسوم جمهوري عام 1949 غايتها تنظيم شؤون اللاجئين الفلسطينيين ومعونتهم وتأمين مختلف حاجاتهم وإيجاد الأعمال المناسبة لهم واقتراح التدايبر لتقرير أوضاعهم في الحاضر والمستقبل، وأُتبع ذلك بصدور القانون 60 لعام 1956 الذي ساوى بين الفلسطيني والسوري في جميع المجالات الوظيفية والمهنية والعلمية باستثناء أمور تخصّ الانتخابات والترشيح لعضوية مجلس الشعب مع الاحتفاظ بالجنسية الفلسطينية، وبالمقابل يحقّ للاجئ الفلسطيني الانتخاب والترشّح في جميع الاتحادات والنقابات في سوريا، ويحقّ له العمل والتدرّج الوظيفي إلى أعلى الدرجات السلّم الوظيفي ويتلقّون خدمات صحية وتعليمية منتظمة، حيث يُشار إليهم دوماً بعبارة «من هم في حكم السوريين».

### لاجئو عام 1956
تم تسجيلهم على قيود مؤسسة اللاجئين وعلى قيود الأونروا، وينطبق عليهم ما ينبطق على المنتسبين إلى الفئة الأولى، عدا أنهم لا يستطيعون دخول سوق العمل إلاّ من خلال التعاقد بصفة مؤقتة، وهذا يعني أنهم لا يستطيعون التدرّج في وظائف حكومية ولا يخضعون للخدمة الإلزامية.

### لاجئي عام 1967
بالنسبة لمن استطاع التسجيل على قيود مؤسسة اللاجئين هؤلاء فإنه يعامل معاملة اللاجئين عام 1956، أما بالنسبة لغير المسجلين فإنهم يُعاملون معاملة الأجنبي، إذا كانوا من حملة وثائق السفر المصرية (قطاع غزة)، ومعاملة العربي المقيم إذا كانوا من حملة جوزات السفر الأردنية (المؤقتة).

### لاجئو 1970
وتعتبر أوضاع هذه الفئة الأكثر تعقيداً، إذ إن الغالبية العظمى منهم لا تمتلك وثائق بعد إلغاء أو انتهاء مفعول جوازات السفر الأردنية التي كانوا يحملونها، أما الجزء الآخر فيحمل وثائق سفر للاجئين الفلسطينيين تصدر عن الحكومة المصرية (بالنسبة لأبناء قطاغ غزة) ويتوجّب على حملة الوثائق المصرية تجديد إقامتهم في سوريا سنوياً، وثمة تقييدات على دخولهم سوق العمل وإن كانوا لا يعانون تمييزاً في الخدمات الصحية والتعليمية. ومن فقدوا جوازاتهم الأردنية نتيجة أسباب الهجرة والنزوح فلا يتطلّب الأمر منهم الحصول على بطاقة إقامة، لكنهم بالمقابل لا يستطيعون الحركة خارج سوريا بسبب عدم وجود أية وثائق أو جوازات سفر، ولا يستطيعون الدخول إلى سوق العمل بشكل منتظَم.
كما لا يمكن لاي أحد من فئة 1970 أن يتملك مسكن أو قطعة أرض ليبني عليها مسكنا أو سيارة أو الحصول على شهادة قيادة عمومية على الرغم من أن الحكومة السورية أمّنت لهم الإقامة في البلد لكنهم بحاجة إلى تسجيلهم في هيئة اللاجئين وهذا يضمن لهم حق العودة أكثر مما لو كانوا غير مسجلين، وتسجيلهم في إدارات الهجرة والجوازات للحصول على أبسط الأوراق الثبوتية إذ لا يمكنهم السفر بين المحافظات السورية وتسجيلهم في المدارس صعب نوعا ما.
في الواقع لا توجد قوانين واضحة في التعامل مع هذه الفئة، لكنها بالتأكيد الفئة الأكثر معاناة بين الفئات المذكورة.

## الحقوق
يعتبر الفلسطينيون في سوريا لجهة التصنيف القانوني غير سوريين، على الرغم من أن القانون السوري الخاص بمنح الجنسية يقوم على شرط أساسي هو الإقامة المتتالية لخمس سنوات في البلد، إلاّ أن الموقف السياسي المرتبط بالحفاظ على الهوية الوطنية للفلسطينيين والبعد القومي للقضية، وخاصةً اعتبار القضية الفلسطينية القضية الأولى في الخطاب السوري وفي الأدبيات المختلفة حالً دون منح اللاجئين الفلسطينيين في سوريا الجنسية السورية رغم إقامتهم لعقود والكثير منهم ولدوا ونشأوا في هذا البلد ومعاملتهم بشكل أتاح لهم سوق العمل السوري تماماً كما العامل السوري.
ويتمتع أغلب اللاجئين الفلسطينيين في سورية، خصوصًا الذين لجئوا إبان حرب 1948، بأغلب الحقوق من تعليم وصحة وعمل وتنقل إلخ... إلا أنه لا يحق لهم المشاركة بالانتخابات (الإدارة المحلية، والبرلمانية، والرئاسية) لأنهم لا يحملون الجنسية السورية، كما يواجه الفلسطينيين في سوريا كما في باقي دول اللجوء العربية مشاكل جمّة بالسفر إلى دول الخليج العربي للدراسة أو للعمل أو للعلاج مما يثير لديهم مشاكل عويصة فدول الخليج ما عدا الإمارات تمنع دخول (العربي) الفلسطيني إلى أراضيها منذ أوائل التسعينيات مع أن بعضها يسمح للإسرائيلي بالدخول إليها.

## الواجبات
يخضعون لنفس الواجبات التي يخضع إليها السوريين أصلاً، كالخدمة العسكرية ودفع الضرائب.

## شروط التملك
1. شقة سكنية واحدة.
2. العازب لا يملك شقة سكنية.
3. لا يسمح له بتملك أراضي زراعية.
4. لا يسمح له بتملك محلات تجارية.
5. لا يسمح له بتملك عيادة.
6. لا يحق له إلا تسجيل شقة سكنية واحد بشرط أن يكون متزوجاً.
7. أن لا يكون مالكاً لشقة سكنية أخرى.

## وصلات خارجية
- موقع وكالة الأونوروا